# Audiencia Provincial de Madrid
La Audiencia Provincial de Madrid es un tribunal de justicia que ejerce su jurisdicción sobre la Comunidad de Madrid (España).
Conoce de asuntos civiles y penales. Cuenta con treinta y un secciones: quince penales (1, 2, 3, 4, 5, 6, 7, 15, 16, 17, 23, 26, 27, 29 y 30) y dieciséis civiles (8, 9, 10, 11, 12, 13, 14, 18, 19, 20, 21, 22, 23, 24, 25, 28 y 31), una de las cuales tiene competencia exclusiva en
materia mercantil (28).
Tiene su sede en Madrid, capital de la Comunidad de Madrid, una en la Calle Santiago de Compostela nº 96 y la otra en la Calle Ferraz nº 41. El actual presidente de la Audiencia Provincial de Madrid es, desde 2014, Eduardo de Porres Ortiz de Urbina.